# Поліця (Врси)
Поліця (хорв. Poljica) — населений пункт у Хорватії, у Задарській жупанії у складі громади Врси.

## Населення
Населення за даними перепису 2011 року становило 426 осіб.
Динаміка чисельності населення поселення: